# Martin Zylka
Martin Zylka (* 1970 in Langenfeld) ist ein deutscher Regisseur und Autor.
Bekannt geworden ist Martin Zylka vor allem durch seine Inszenierung des Houellebecq-Stücks Ausweitung der Kampfzone, das Hörspiel des Monats Juli 2000 wurde.

## Preise
- 2007: Hörkules (für Der Schatten des Windes von Carlos Ruiz Zafón)
- 2004: ARD-Online-Award (für Genua01 von Fausto Paravidino)
- 2004: Kurt-Magnus-Preis
- 2007: Robert-Geisendörfer-Preis (Hörfunk) (Regie Hörspiel: Der Kick)
- 2015: Robert-Geisendörfer-Preis (Hörfunk) (Regie Hörspiel: Nicht genug)
- 2016: Robert-Geisendörfer-Preis (Hörfunk) (Regie Hörspiel: Illegale Helfer)
- 2018: Robert-Geisendörfer-Preis (Hörfunk) (Regie Hörspiel: Lauter liebe Worte)

## Werke

### Hörspiele
- 2000: Ausweitung der Kampfzone von Michel Houellebecq, WDR
- 2001: Die Übersetzung von Pablo de Santis, WDR
- 2002: Plattform (2 Teile) von Michel Houellebecq, WDR
- 2002: Lügen im Dunklen (2 Teile) von Dan Fesperman, bearbeitet von Stefan Ripplinger, WDR
- 2003: Die Fakultät von Pablo de Santis, WDR
- 2003: Bellende Hunde beißen nicht von Maud Tabachnik, WDR
- 2003: Die Räuber vom Liang Schan Moor (Kinderhörspiel in 6 Teile) von Karlheinz Koinegg, WDR
- 2004: Jesus von Texas von DBC Pierre, WDR
- 2004: Windows on the World von Frédéric Beigbeder, WDR
- 2004: genua01 von Fausto Paravidino, WDR
- 2004: Leviathan (2 Teile) von Paul Auster, bearbeitet von Andreas Westphalen, WDR
- 2005: Tiefe Wasser von Patricia Highsmith, WDR
- 2005: Versuchung von Carles Batlle, WDR
- 2005: Kaugummimonat von Werner Buhss, DLR Berlin
- 2005: Erlkönigin von Elfriede Jelinek, WDR
- 2005: Der Schatten des Windes von Carlos Ruiz Zafón, WDR
- 2007: Digital Underground von Evrim Sen, WDR
- 2010: It's your turn von Hugo Rendler, WDR
- 2010: Parker – Das Geld war schmutzig von Richard Stark, Bearbeitung: Helmut Peschina, WDR
- 2011: Tana French: Grabesgrün, WDR
- 2013: Ein Zeichen von Großzügigkeit von Chris Ohnemus, SR/RB/WDR
- 2015: Maxi Obexer: Illegale Helfer, WDR
- 2016: Der Goldene Handschuh (nach dem Roman von Heinz Strunk), NDR
- 2017: Die drei Sonnen (6 Teile); Teil 1 der Trisolaris-Trilogie von Liu Cixin (Bearbeitung und Regie), WDR/NDR[1]
- 2018: Der dunkle Wald (4 Teile); Teil 2 der Trisolaris-Trilogie (Bearbeitung und Regie), WDR/NDR[1]
- 2021: Jenseits der Zeit von Liu Cixin; Teil 3 der Trisolaris-Trilogie[1] mit Helene Grass, Daniel Rothaug, Tanja Schleiff, Karoline Bär, Omar El-Saeidi, Sarah Liu (5h 11 min., ISBN 978-3-8371-5525-9)
- 2022: Anne Bonny. Die Piratin von Anne-Marie Keßel, WDR[2]
- 2023: Boudicca. Die Keltenkriegerin von Anne-Marie Keßel, WDR[3]
- 2025: Belle Starr von Anne-Marie Keßel, WDR[4]

### Features
- „Gefährliche Liebschaften II“ (Remix), von Elke Heinemann, WDR/BR 2012
- „Kennen Sie mich Bruder“ – Auf den Spuren der Vernichtung in Kambodscha, von Alexander Goeb, WDR 2005
- „Gott brachte uns nach Malta“, von H.G. Schmidt, WDR 2005
- „Bühne der Wahrheit – Wahrheitskommissionen“ von Juliane Westphal, WDR 2004
- „1001 Macht – Tunesien und die deutsche Außenpolitik“ von Marc Thörner, WDR 2004
- „Kurt Cobain. From song to song and in between“ WDR-Wortlaut von Torsten Feuerstein, WDR 2003
- „Jaap Blonk“, WDR-Wortlaut von Felix Klopotek, WDR 2003
- „Teenspirit und andere Grausamkeiten“ WDR-Wortlaut von Torsten Feuerstein, WDR 2003
- „Words don’t come easy“, WDR-Wortlaut von Felix Klopotek, WDR 2003
- „Anarchistische Weltsekunden“ von Mona Winter, WDR 2003
- „Das neue Sparfieber. Oder wenn Geiz geil wird“ von Uli Land, WDR 2003
- „Sex in Schneeland-City. 101 Reykjavik“. WDR-Wortlaut von Sabine Barth, WDR 2003
- „Mwana Kitoko. Schöner weißer Mann: Luc Tuymanns Bilderreise ins Herz der Finsternis“, WDR-Wortlaut von Martina Müller, 2002
- „Fiction attac(k). Globaler Widerstand und Literatur“ WDR-Wortlaut von Felix Klopotek, WDR 2002
- „The Living Dead – Klaus Kinski“ WDR-Wortlaut von Alexander Haas, WDR 2002
- „Die öffentliche Frau. Caterine Millet und Christine Agnot“ WDR-Wortlaut, WDR 2002
- „Die Schlachtfelder des Begehrens und die Ordnung der Orgien“ von Walter van Rossum, WDR 2002
- „Hüter der Scham. Familiengeheimnisse“ von Maren Gottschalk, WDR 2001
- „Dissidenz, Plastic People …“ WDR-Wortlaut von Felix Klopotek, WDR 2001
- „Elchtest in Bonn – 6 Monate Rot-Grün“, von Wolfgang Stenke, WDR 1999